# Leonardo Fogassi
Leonardo Fogassi (La Spezia, 25 ottobre 1958) è un neuroscienziato italiano.

## Biografia
È docente di neurofisiologia all'Università degli Studi di Parma. Insieme a Giuseppe di Pellegrino, Luciano Fadiga, Vittorio Gallese e Giacomo Rizzolatti, Fogassi ha scoperto l'esistenza dei neuroni specchio, cellule motorie del cervello che si attivano sia durante l'esecuzione di movimenti finalizzati, sia osservando simili movimenti eseguiti da altri individui.

## Vita privata
È padre dell’architetto Ester Fogassi (n. 1991) e ha anche un figlio, più giovane di Ester, di nome Michele.
| Controllo di autorità | VIAF (EN) 249925129 · SBN MODV577086 · ORCID (EN) 0000-0003-3348-039X · LCCN (EN) n2012184656 |